# Ньюман, Рози
Рози Ньюман (25 июля 1896, Лондон — 16 февраля 1988) — британский фотолюбитель, одна из пионерок цветной плёнки.

## Биография
Рози Ньюман известна в первую очередь как автор уникальных кадров из путешествий, в том числе с будущей королевой Елизаветой II, королём Греции Георгом II, индийскими махараджами и прочими высокопоставленными лицами, доступ к которым у Рози был благодаря и её высокому общественному положению: она была дочерью богатого английского финансиста. Кроме того, цветная плёнка в те годы была доступна немногим, являлась предметом роскоши. Приключениям и фотографиям Рози посвящена первая серия британского проекта "Тридцатые в цвете" (серия "На краю света").

## Наследие
- To the land of the pharaohs. The story of the film. Athenaeum Press, Лондон [ок. 1940]
- England at War. Chiswick Press, London 1942 (с чёрно-белыми фотографиями; к одноимённой киноленте)
- Britain at War: Narrative of a Film Record. MaxLove Publishing, Лондон, 1948. 2., расширенная версия.
- Impressions of liberated Belgium after V.E. day 1945. Опубликовано самостоятельно, Лондон, 1945.